# Guido Morselli
Guido Morselli (Bologne, 15 août 1912 – Varese, 31 juillet 1973) est un écrivain italien.

## Biographie
Guido Morselli est né à Bologne le 15 août 1912, il est le benjamin d'une riche famille de la bourgeoisie de Bologne.  Son père, Jean, était le gérant d'une entreprise dans le domaine des produits pharmaceutiques. Sa mère, Olga Vincenzi, était la fille de l'un des avocats les plus connus de la ville. En 1914, la famille déménage à Milan. Jusqu'à l'âge de dix ans, la vie de Guido fut assez calme, mais en 1922, sa mère est gravement atteinte de la grippe espagnole et est hospitalisée pour une longue durée.
Guido a souffert de cet éloignement et des fréquentes absences de son père pour son travail. Quand sa mère meurt en 1924, il est profondément marqué par cette perte. Son père étant toujours absent et sans le lien familial créé par sa mère, les rapports entre les deux se détériorèrent tant d'un point de vue affectif que caractériel. Guido était peu sociable, tourmenté, peu aimant de l'école mais doué d'une intelligence précoce. Il préférait la lecture solitaire aux études.
Il obtient en candidat libre et de justesse son examen de fin d'études en 1931 après l'avoir raté en 1930. Pour plaire à son père autoritaire, il s'inscrit à la faculté de droit de l'université de Milan, et se met à écrire, sans les publier, ses premiers courts essais à caractère journalistique.
Immédiatement après l'obtention de son diplôme en 1935, il part faire son service militaire et fréquente l’école des officiers alpins. Par la suite, il séjourna longtemps à l'étranger, écrivit des reportages journalistiques et des nouvelles qui ne furent pas publiés. Son père le fait embaucher chez Caffaro comme consultant pour la publicité. Cette expérience de travail s'achève après seulement un an, conduisant à une dégradation des relations avec son père. Après la mort de sa sœur bien-aimée, Luisa, en 1938, à seulement vingt-sept ans, Guido obtient de son père une rente qui lui permit de se consacrer aux activités qu'il avait toujours aimées : la lecture, l'étude et l'écriture. Il s'essaye de nouveau à l'écriture de courts essais et commence à écrire un journal intime, une habitude qui l’accompagnera tout au long de sa vie.
Il est l'auteur de romans et d'essais qui ne furent publiés qu'après sa mort, à partir de 1974, à la suite des refus des maisons d'édition.
Morselli écrivit, entre autres, deux uchronies (ou des contre-Histoire bien que relevant de la science-fiction), Contro-passato prossimo (1974), dans lequel il imagine que la Première Guerre mondiale a été gagnée, rétrospectivement, par les pays d'Europe centrale et  Roma senza papa (1975), dans lequel il imagine l'avenir de l'État pontifical à la fin du XXe siècle qui, sous un pape irlandais, John XXIV, devient un centre de la pleine liberté morale, avec l'abolition du célibat dans l'église.
De plus en plus triste et désespéré, en partie à cause des constants rejets des éditeurs, il décide de mettre fin à ses jours le 31 juillet 1973, dans sa résidence de Varese, d'un coup de son 7.65 Browning, qu'il avait plusieurs fois défini dans ses carnets comme "la fille à l'œil noir".
Dans son ancienne maison de Gavirate, la "Santa Trinita", un musée est consacré à son œuvre.

### Infortunes éditoriales, succès posthume de son œuvre
Un dossier intitulé "les Relations avec les éditeurs" qui présente le mot "fiasco", écrit au crayon à papier sur la page de titre, contient la correspondance inédite de Morselli avec les responsables "à l'éthique professionnelle approximative quand elle n'est pas incorrecte" des maisons d'édition qui avaient rejeté ses écrits de 1947 à 1973, année de son suicide et également lors du dernier appel à publication de Dissipatio H. G. Les interlocuteurs étaient, entre autres, Mario Pannunzio, directeur d’Il Mondo, Guido Calogero, directeur de La Cultura, Vittorio Sereni pour Mondadori. Morselli obtint des réponses à certaines questions. De nombreux éditeurs montrèrent une indifférence placide, d'autres perdirent les manuscrits, comme Luciano Foà qui, en 1956, perdit Fede e ricerca dans les archives d'Einaudi où il n'a jamais été retrouvé. L'année suivante, Geno Pampaloni, alors éditeur chez Comunità, mit sept mois à lire les 60 pages de l'essai Philosophie sous la tente.
Italo Calvino, en 1965, refuse la publication de Il comunista chez Einaudi, dont il était directeur de la rédaction. Il lui écrit : "Quand vous êtes à l'intérieur du parti communiste, chaque accent de vérité se perd. Laissez-moi vous dire que ce monde, je le connais, je crois pouvoir dire, à tous les niveaux. Ni les mots, ni les attitudes, ni les postures psychologiques ne sont crédibles. Et c'est un monde que trop de gens connaissent pour qu'on puisse l'inventer". Concluant enfin par: "J'espère que mon avis ne vous mettra pas en colère". 
Morselli lui répond qu'il accepte, en substance, la critique et lui demande : "S'il vous plaît, faites-moi savoir quand vous retournerez à Milan, je viendrai vous saluer, et pour moi, ce sera comme de rencontrer un ami. Pour ne pas vous être tout à fait inconnu, je suis d'Emilie, autodidacte, je vis sur un petit morceau de terre où je fais un peu de tout, même le maçon, et je suis politiquement en crise, avec presque aucun espoir de m'en sortir". En 1966, Rizzoli accepte finalement de le publier, et commence à lui soumettre des épreuves de correction. Cependant, le nouveau directeur de la rédaction, annule la publication, et le roman reste à l'état de projet.
Le roman Contro-passato prossimo fut proposé à Carlo Fruttero qui, refusant la publication pour Mondadori, lui écrivit : "Vous avez écrit un début flamboyant, une bonne première partie, mais la deuxième n'était pas convaincante". Comme l'écrivit Giuseppe Pontiggia, Morselli est devenu une "projection exemplaire de l'écrivain posthume, rejeté de son vivant par l'incompréhension des juges... les résistances qui ont retardé sa reconnaissance ont pour cause particulière le fait que, Morselli se soit déplacé loin de la ligne traditionnelle du roman italien". Immédiatement après sa mort, en 1974, on découvre le cas littéraire de refus de publication d'un auteur pour lequel ont été cités Proust, Anatole France, Kant, Hegel, Marx, le Nouveau et l'Ancien Testament, le Coran, Saint Augustin, Musil, Léopardi (à la source des idéaux de l’œuvre de Guido Morselli). En France également, ce "cas" suscite bientôt l'attention. Son œuvre a été publiée dans son intégralité par Adelphi.
Sara D'arienzo, éditrice de l’œuvre complète chez Adelphi, soutient, dans l'essai Guido Morselli, lo scrittore “tra parentesi”, publié à titre posthume, que le retard avec lequel l'auteur a été connu par le public" a eu un effet sur le décalage entre l'accueil très limité et son potentiel réel." 
Un prix littéraire porte son nom.

## Œuvres
- Le Communiste, trad. fr. Claude Minot-Templier, Paris, Gallimard, coll. NRF, 344 p, 1978
- Rome sans pape : chroniques romaines de la fin du XXe siècle, trad. fr. Claude Minot-Templier, Paris, Gallimard, coll. NRF, 176 p, 1979
- Dissipatio, trad. fr. Philippe Guilhon, Denoël, 156 p, 1986 ; réédition sous le titre Dissipatio H.G., trad. fr. Muriel Morelli, postf. Filippo d'Angelo, Rivage, Payot, 176 p, 2022
- Le Passé à venir, trad. fr. Dominique Hauser, L'Age d'Homme, coll. L'Histoire est un roman, 1991